# La Vampire
La Vampire (The Last Vampire) est une œuvre romanesque de l'auteur américain Christopher Pike, connu pour ses livres pour adolescents. 

La collection paraît pour la première fois en France en 1999.

## L'histoire
Sita (alias Alisa Perne) est une séduisante jeune fille blonde ; elle paraît avoir 18 ans alors qu'elle a plus de 5000 ans, c'est une vampire. Un mystérieux ennemi la pourchasse et essaie de l'anéantir. 

Elle fit la promesse à Krishna de ne plus engendrer d'autres vampires pour vivre et mourir dans sa grâce, mais elle la rompit par amour.

## Titres
- 1994 : The Last Vampire 1 : The last vampire (La promesse)
- 1994 : The Last Vampire 2 : Black Blood (Sang Noir)
- 1995 : The Last Vampire 3 : Red Dice (Tapis Rouge)
- 1996 : The Last Vampire 4 : Phantom (Fantôme)
- 1996 : The Last Vampire 5 : Evil Thirst (La soif du mal)
- 1996 : The Last Vampire 6 : Creatures of Forever (Les immortels)
- 2010 : The Last Vampire 7 : The Eternal Dawn
- 2011 : The Last Vampire 8 : The Shadow Of Death
- 2013 : The Last Vampire 9 : The Sacred Veil